# IEEE Spectrum
IEEE Spectrum هي مجلة يصدرها معهد مهندسي الكهرباء والإلكترونيات. IEEE وصف:
IEEE Spectrum هي مجلة وموقع IEEE الرائدة في العالم أكبر منظمة مهنية مكرسة للهندسة والعلوم التطبيقية. الميثاق هو الحفاظ على أكثر من 400,000 عضو في علم التكنولوجيا والهندسة والعلوم حول الاتجاهات والتطورات الرئيسية. مدوناتنا، دبليو، الأخبار والميزات قصص أشرطة الفيديو والرسوم البيانية التفاعلية المشاركة زوارنا مع تفسيرات واضحة حول المفاهيم الناشئة والتطورات التفاصيل التي لا يمكن أن تحصل في أي مكان آخر.
IEEE Spectrum بدأ النشر في كانون الثاني / يناير 1964 خلفا الهندسة الكهربائية. أنه يحتوي على الأقران المواد المتعلقة بالتكنولوجيا والعلوم والاتجاهات التي تؤثر على الأعمال التجارية والمجتمع، مع النطاق الذي يشمل المعلومات المتعلقة الكهربائية والإلكترونية والهندسة الميكانيكية والهندسة المدنية، كمبيوتر
علوم الأحياء والفيزياء والرياضيات. المحتوى الإضافي هو استقاها من عدة مئات المؤتمرات الدولية السنويه.
مجلة عامة والمقالات تحاول أن تكون في متناول غير المتخصصين، على الرغم من خلفية هندسية المفترض. اثني عشر قضايا يتم نشرها سنويا، IEEE Spectrum وقد تداول أكثر من 380,000 من المهندسين في جميع أنحاء العالم، مما يجعلها واحدة من الشركات الرائدة في مجال العلوم والهندسة المجلات.
تقديم المادة إلى IEEE Spectrum هو الوصول المفتوح. للأفراد والشركات الحق في نشر IEEE-مواد حقوق الطبع والنشر على الخوادم الخاصة بهم دون الحصول على إذن صريح.
في عام 2010, IEEE Spectrum كان المستفيد من أوتن قارئ مجلة أوتن الصحافة المستقلة جائزة العلوم/التكنولوجيا التغطية. في عام 2012 IEEE Spectrum تم اختيار الفائز من الوطنية جوائز مجلة «العامة التميز بين قادة الفكر المجلات» الفئة.

## وصلات خارجية
- الموقع الرسمي